# Damian Martin (Maskenbildner)
Damian Martin (* 20. Jahrhundert) ist ein australischer Maskenbildner, Spezialeffekt- und Make-up-Experte.

## Leben
Gemeinsam mit Adam Johansen gründete Martin in den 1990er Jahren die auf Spezialeffekte und Make-up spezialisierte Firma Odd Studio. Ende der 1990er Jahre war Martin an der Serie Farscape beteiligt, sein erster Kinofilm war Star Wars: Episode III – Die Rache der Sith aus dem Jahr 2005. Es folgten weitere Film- und Fernsehproduktionen.
Für seine Arbeit an Mad Max: Fury Road (2015) wurde er gemeinsam mit Lesley Vanderwalt bei den British Academy Film Awards 2016 mit dem Preis in der Kategorie Bestes Make-up und beste Frisuren ausgezeichnet. Ferner erhielt er mit Vanderwalt und Elka Wardega den Oscar in der Kategorie Bestes Make-up und Beste Frisuren.